# Italum acetum
L'espressione italum acetum, o italicum acetum (traducibile con "aceto italico"), celeberrima in campo teatrale ma anche di uso comune, indica un carattere astuto, mordace e pronto a sdrammatizzare, sebbene lasci un velato amaro in bocca.
Pare essere tipico della satira.

## Origine
La sua origine viene comunemente attribuita ad Orazio (Satire, I, 7, 32).